# Hypnotize
 Ovo je glavno značenje pojma Hypnotize. Za singl s ovog albuma pogledajte Hypnotize (singl).
Hypnotize je peti studijski album sastava System of a Down, te drugi dio dvostrukog albuma Mezmerize/Hypnotize. To je ujedno i njihov zasada posljednji album prije objave privremenog prekida. 
Objavljen je 18. studenog 2005. u dvije različite verzije: jedna na CD-u a druga na Dual Discu, na kojoj su snimci stvaranja albuma, spotovi "B.Y.O.B." i "Question!" s albuma Mezmerize i Enhanced Stereo verzija albuma Hypnotize. Kao i Mezmerize, nalazio se na vrhu Billboard 200 top liste, te je tako System of a Down postao tek peti sastav, uz Beatlese, Guns N' Roses, 2paca i DMX-a kojemu je uspjelo imati dva studijska albuma iste godine na vrhu te top liste. Producenti albuma su Rick Rubin i Daron Malakian, te su s njega obavljeni singlovi "Hypnotize", "Lonely Day" i "Kill Rock 'n Roll". Omot albuma, kao i prethodnog, dizajnirao je Vartan Malakian, Daronov otac.

## Pjesme
Pjesma "Attack" govori o tome kako SAD napada druge države zbog vlastitog interesa, a "Dreaming" o tome kako se u snovima možemo prisjetiti svojih mračnih sjećanja i misli. Daron Malakian je izjavio da je pjesmu "Kill Rock 'n Roll" napisao nakon što je slučajno autom pregazio zeca, te ga je nazvao "Rock 'n Roll". Pjesma "Hypnotize", za koju je snimljen spot, govori o tome kako vlada manipulira ljudima da ju podrže u svemu, "Stealing Society" o degradaciji društva, a "U-Fig" o tome kako se kroz medije promovira nasilje. "Lonely Day" je power balada, koja je bila nominirana za Grammy. "Holly Mountains" je o planini Ararat, nacionalnom simbolu Armenije na kojoj se prema Bibliji nasukala Noina arka, a koju je prisvojila Turska nakon armenskog genocida 1915. godine. "Soldier Side", čiji se uvod nalazi na prethodnom albumu govori o vojnicima koji moraju napustiti svoje domove, te o tuzi njihovih obitelji.

## Popis pjesama
| 1.    | »Attack«                | Serj Tankian, Daron Malakian | Malakian                 | 3:06 |
| 2.    | »Dreaming«              | Malakian, Tankian            | Malakian, Shavo Odadjian | 3:59 |
| 3.    | »Kill Rock 'n Roll«     | Malakian                     | Malakian                 | 2:28 |
| 4.    | »Hypnotize«             | Malakian, Tankian            | Malakian                 | 3:09 |
| 5.    | »Stealing Society«      | Malakian, Tankian            | Malakian                 | 2:58 |
| 6.    | »Tentative«             | Malakian, Tankian            | Malakian                 | 3:36 |
| 7.    | »U-Fig«                 | Tankian, Malakian            | Malakian, Odadjian       | 2:55 |
| 8.    | »Holy Mountains«        | Tankian, Malakian            | Malakian                 | 5:28 |
| 9.    | »Vicinity of Obscenity« | Tankian                      | Tankian                  | 2:51 |
| 10.   | »She's Like Heroin«     | Malakian                     | Malakian                 | 2:44 |
| 11.   | »Lonely Day«            | Malakian                     | Malakian                 | 2:47 |
| 12.   | »Soldier Side«          | Malakian                     |                          | 3:40 |
| 39:46 |                         |                              |                          |      |

## Produkcija
- System of a Down
  - Daron Malakian – vokal, gitara, bas-gitara
  - Serj Tankian – vokal, klavijature
  - Shavo Odadjian – bas-gitara
  - John Dolmayan – bubnjevi

## Top liste

### Album
| Godina | Top lista     | Pozicija |
| ------ | ------------- | -------- |
| 2005.  | Billboard 200 | 1        |
| 2005.  | UK            | 11       |
| 2005.  | Australija    | 3        |
| 2005.  | Kanada        | 1        |
| 2005.  | Novi Zeland   | 1        |

### Singlovi
| Godina | Singl             | Top lista              | Pozicija |
| ------ | ----------------- | ---------------------- | -------- |
| 2005.  | Hypnotize         | Billboard Hot 100      | 57       |
| 2005.  | Hypnotize         | Modern Rock Tracks     | 1        |
| 2005.  | Hypnotize         | Mainstream Rock Tracks | 5        |
| 2006.  | Lonely Day        | Modern Rock Tracks     | 10       |
| 2006.  | Lonely Day        | Mainstream Rock Tracks | 10       |
| 2006.  | Lonely Day        | Australian ARIA Top 50 | 37       |
| 2006.  | Kill Rock 'n Roll | Mainstream Rock Tracks | 38       |